# Daniel Bieder
Daniel Bieder (* 10. November 1825 in Langenbruck; † 26. Oktober 1910 in Basel) war ein Schweizer Politiker und Richter. Er war heimatberechtigt in Langenbruck und Ehrenbürger von Basel.

## Leben
Der Sohn des Wirtes und Gemeindepräsidenten Daniel Bieder absolvierte sein Rechtsstudium in Basel und in Berlin. Er promovierte 1846 zum Dr. iur. und war am Strafgericht des Kantons Basel-Landschaft von 1849 bis 1851 als Richter tätig. Im Jahr 1850 sass er als Vertreter der Ordnungspartei im Verfassungsrat. Von 1851 bis 1855 sowie von 1857 bis 1863 war er im Regierungsrat, das erste Mal zuständig für Inneres, beim zweiten Mal für die Finanzen.
Bieder ist Verfasser des Armengesetzes von 1859. Der reformierte Nationalrat war von 1857 bis 1863 als solcher tätig, anschliessend sass er bis 1866 im Landrat. Er war ein Gegner der demokratischen Bewegung von Christoph Rolle. 
1854 war er Mitbegründer der Basellandschaftlichen Zeitung. Bieder gilt als Förderer des Bahn- und des Bankenwesens: Er war von 1855 bis 1856 Direktionssekretär der Centralbahn; 1875 setzte er sich für die Wasserfallenbahn ein und von 1884 bis 1902 sass er im Verwaltungsrat der Waldenburgerbahn. Von 1884 bis 1903 war Bieder Direktor der Kantonalbank und von 1863 bis 1884 Kassier und Vizedirektor der Basellandschaftlichen Hypothekenbank. 
Bieder verbrachte die letzten Jahre seines Lebens in Basel.